# Projet de coup d'État en Sierra Leone en 2023
Un projet de coup d'état en Sierra Leone en 2023 est mis au jours le 31 juillet 2023 lorsque les autorités sierra-léonaises arrêtent un nombre indéterminé de soldats et de civils soupçonnés de préparer un coup d'État en Sierra Leone entre le 7 et le 10 août contre le gouvernement de Julius Maada Bio. Sans utiliser explicitement le terme « coup d'État » la police exprime son inquiétude quant au fait que, malgré les efforts continus pour consolider la paix et les progrès démocratiques, certains individus persistent à se livrer à des actions visant à perturber l'harmonie et la sérénité du pays''. Le 8 août, il est confirmé que la police a arrêté 19 personnes, dont quatorze membres actifs des forces armées de la République de Sierra Leone, deux officiers de la police de Sierra Leone (en), un commissaire de police à la retraite et deux autres personnes, tous accusés de « subversion de l'État »'. En outre, cinq officiers militaires et trois policiers font l’objet d’un mandat de perquisition et d’arrestation.
Le commissaire en chef à la retraite arrêté, identifié comme Mohamed Yetey Turay, est détenu entre le 5 et le 6 août au Liberia, à la demande du gouvernement sierra-léonais. Une extradition est accordée. Les quatorze officiers des forces armées arrêtés s'avèrent être huit officiers subalternes et six sous-officiers, sans que leurs grades précis ne soient révélés.
Le fait que le gouvernement n'ait pas donné plus de noms des personnes arrêtées ni leurs rangs conduit les critiques du gouvernement de Bio à conclure qu'il n'y a pas de complot et qu'il s'agit d'un prétexte pour réprimer l'opposition, qui a rejeté les résultats des élections précédentes en dénonçant des irrégularités et des violations du processus électoral''.
Le 15 août, la police révèle les noms et les visages de 9 personnes, dont des militaires, des policiers et des civils, recherchés pour « complot en vue de commettre un crime à caractère subversif ».

## Attaque d'une caserne militaire en Sierra Leone en 2023
Le 26 novembre 2023, des hommes armés non identifiés attaquent la prison centrale de Freetown, ainsi que le palais présidentiel et une armurerie. Une attaque de moindre ampleur a lieu à Murray Town (en), où est basée la marine sierra-léonaise. Julius Maada Bio décrète un couvre-feu national, et treize responsables sont ensuite arrêtés lors de cette tentative de coup d'État''.